# Cosmologia frattale

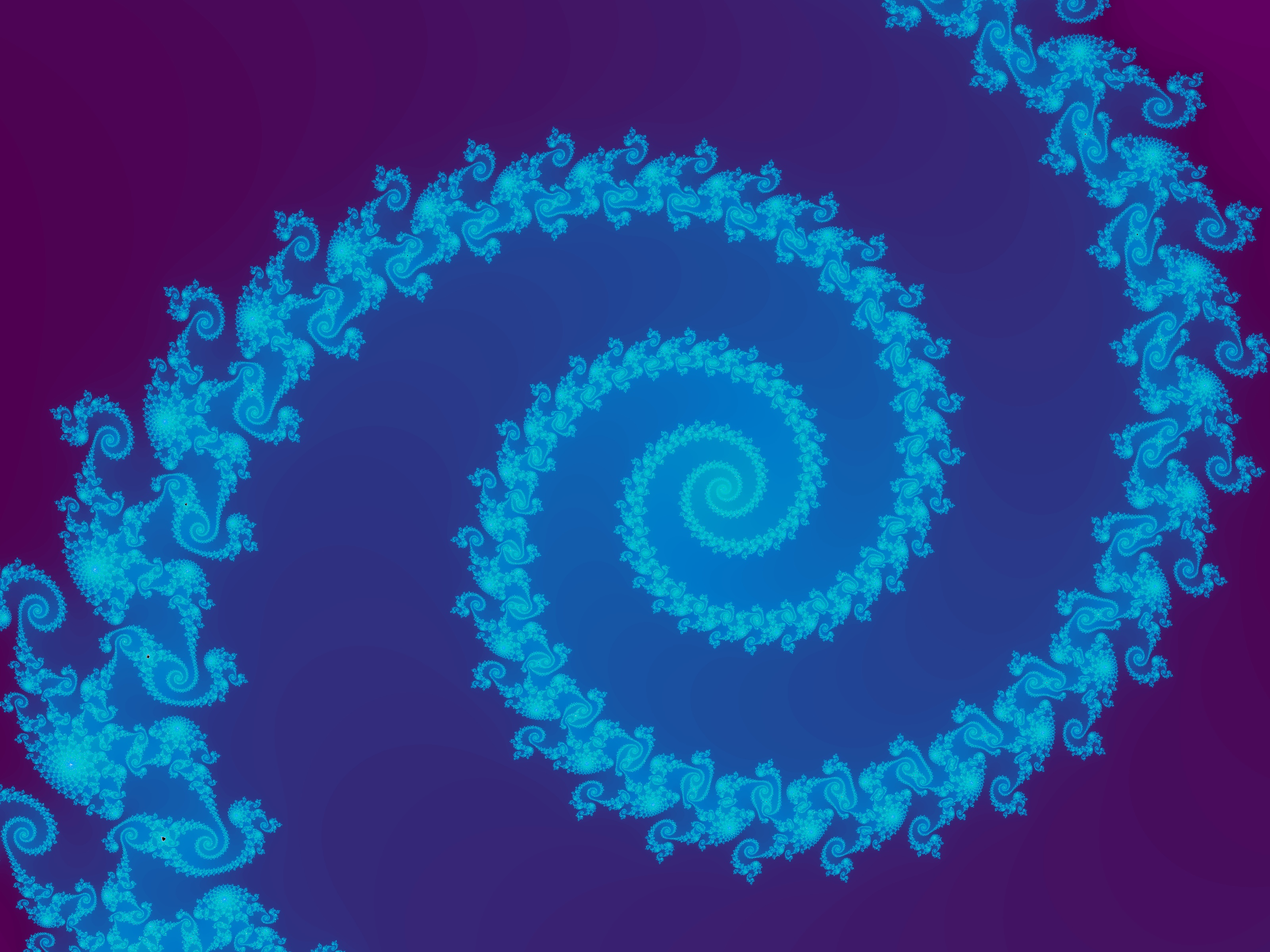
La 'Galassia delle galassie' dall'insieme di Mandelbrot

In astrofisica la cosmologia frattale è una classe di teorie cosmologiche in cui la distribuzione della materia nell'Universo o la sua stessa struttura è frattale. Questione centrale in questo campo è l'identica distribuzione della materia misurata a grandi o piccole scale.
Nel 1987 Luciano Pietronero, fisico italiano, iniziò a pensare all'alternanza di pieni e vuoti come a una dimostrazione di universo frattale. Dopo pochi anni si aggiunse il fisico Francesco Sylos Labini.
Le galassie si possono rappresentare come "grumi" di materia luminosa e illuminata (stelle, pianeti, asteroidi, ecc). Queste a loro volta sono raggrumate a decine a formare gli ammassi di galassie. Negli anni ottanta si è scoperto che questi ammassi sono anch'essi strutturati nei cosiddetti superammassi, tuttora oggetto di osservazione. Questo susseguirsi di vuoti e pieni di materia, ripetuti su scala sempre più grande, rende l'idea della teoria dell'universo in forma frattale.
L'esempio più noto di teoria cosmologica frattale è la cosiddetta teoria delle bolle.